# La abeja Maya: Los juegos de la miel
La abeja Maya: Los juegos de la miel (en inglés: Maya the Bee: The Honey Games) es una película australiana–alemana de comedia y aventura animada por computadora dirigida por Noel Cleary, Sergio Delfino y Alexs Stadermann. Esta vagamente basada en el anime de 1975 La abeja Maya y el libro infantil alemán The Adventures of Maya the Bee de Waldemar Bonsels, la película es una secuela de la película de 2014 La abeja Maya y está protagonizada por Coco Jack Gillies repitiendo su papel como Maya.

## Sinopsis
En Poppy Meadow, la colmena de Maya se emociona cuando los invitan a competir en los Juegos de la Miel en Buzztropolis después de una mala cosecha, pero el problema es que deben contribuir con la mitad de su miel.
En los Juegos, Maya conoce a Violet, una competidora e hija del Maestro Beegood. Maya convence a la Emperatriz para que permita a su colmena participar plenamente, pero Willy derrama miel sobre ella accidentalmente, causando problemas. Maya hace una apuesta: si su equipo gana, todo está perdonado; si pierde, se lleva toda la miel de su colmena. El primer día, el equipo de Maya tiene un rendimiento bajo, pero no queda último.
En el segundo día, los equipos deben subir corriendo a un árbol hasta una bandera. Maya, desesperada por ganar, abandona a sus compañeras. El equipo de Violet queda en segundo lugar, mientras que el de Maya queda en tercer lugar. Maya es rechazada por su equipo por su egoísmo y falta de liderazgo. Se disculpa con su equipo y promete no decepcionarlos ni dejarlos así otra vez.
Por la noche, Violet invita a Maya y Willy a cenar, luego la intimida y la incrimina por ser mala, y logra que Beegood esté de su lado. Maya sale volando, molesta. El equipo de Maya mejora y se prepara para el siguiente desafío. El último día, los equipos recorren un laberinto sin despertar a ninguna tortuga. El equipo de Maya gana y el de Violet queda segundo. Maya y Violet corren cuesta abajo por una colina espinosa, y Maya tira accidentalmente la Copa de Miel. Maya es expulsada de los juegos. Maya se aleja y encuentra a Flip, y le cuenta por qué está molesta y qué sucedió. Flip le dice a Maya que sea responsable de sus acciones y admita lo que hizo mal. Inspirada por el consejo de Flip, Maya se reconcilia con su equipo.
El último día, Maya sale y se disculpa con la Emperatriz por romper la copa. Los espectadores le dan una segunda oportunidad a Maya, y la Emperatriz acepta a regañadientes. Beegood intenta sabotear al equipo de Maya contándole a Violet sobre un túnel secreto que su equipo puede usar para llegar más rápido a la meta. Durante la carrera, el equipo de Maya encuentra la meta, mientras que el equipo de Violet descubre que el túnel alberga a Thekla, quien los atrae hacia su trampa de telaraña. El equipo de Maya rescata al de Violet y ambos equipos cruzan la meta juntos. Violet admite haber hecho trampa y se disculpa con Maya. La Emperatriz se sorprende, pero la Reina defiende a Maya. La Emperatriz declara al equipo de Maya ganador y la perdona.
En la fiesta posterior, todos bailan y se divierten, incluidos Maya, Violet y Willy.

## Reparto
- Coco Jack Gillies como Maya.
- Benson Jack Anthony como Willy, el mejor amigo de Maya
- Richard Roxburgh como Flip, un saltamontes
- Justine Clarke como La Reina.
- Jimmy James Eaton como Crawley.
- Marney McQueen como The Empress, hermana de La Reina, anterior antagonista.
- Rupert Degas como Beegood, padre de Violet y el principal antagonista.
- Linda Ngo como Violet, la mejor amiga de Maya y su anterior archirrival.
- Stavroula Adameitis como Chelsea.
- Tess Meyer como Sandra.
- Cam Ralph como Bedford, un ácaro.
- Shane Dundas como Barney, una hormiga.
- David Collins como Arnie, una hormiga.
- Jordan Hare como Spinder, una araña.
- Jimmy James Eaton como Craig, una cucaracha.
- Jane Ubrien como Thekla, una araña.
- Peter McAllum como Mantis, dueño de los Juegos de la Miel.
- Sam Haft como Drago, una libélula.